# Кравцов Кирило Сергійович
Кирило Сергійович Кравцов (рос. Кирилл Сергеевич Кравцов, нар. 14 червня 2002, Санкт-Петербург, Росія) — російський футболіст, опорний півзахисник клубу «Сочі» та молодіжної збірної Росії.

## Ігрова кар'єра

### Клубна
Кирило Кравцов є вихованцем футбольної академії пітерського «Зеніта». Брав участь у першості Санкт - Петербурга серед дитячо - юнацьких команд.
У липні 2019 року футболіст дебютував у молодіжній першості Росії. У сезоні 2019/20 у складі молодіжної команди грав у Юнацькій лізі УЄФА. 13 березня 2021 року Кравцов дебютував у першій команді у турнірі РПЛ. Весняну частину сезону 2021/22 футболіст провів в оренді у клубі «Парі Нижній Новгород». Після повернення з оренди Кравцов перейшов до клубу «Сочі». Сума траснферу становила майже 1 млн євро.

### Збірна
У 2019 році у складі юнацької збірної Росії (U-19) Кирило Кравцов взяв участь у турнірі Меморіал Гранаткіна.

## Досягнення
Зеніт
 Чемпіон Росії: 2020/21
 Переможець Суперкубка Росії (2): 2021, 2022